# Waterpolo al Campionat del Món de natació de 1991
La competició de waterpolo al Campionat del Món de natació de 1991 es realitzà al Centre Aquàtic Perth Superdrome de la ciutat de Perth (Austràlia).

## Resum de medalles
| Event                | Or            | Plata   | Bronze       |
| competició masculina | Iugoslàvia    | Espanya | Hongria      |
| competició femenina  | Països Baixos | Canadà  | Estats Units |

## Medaller
| Posició | País          | Or | Plata | Bronze | Total |
| 1       | Iugoslàvia    | 1  | 0     | 0      | 1     |
| 1       | Països Baixos | 1  | 0     | 0      | 1     |
| 3       | Canadà        | 0  | 1     | 0      | 1     |
| 3       | Espanya       | 0  | 1     | 0      | 1     |
| 5       | Estats Units  | 0  | 0     | 1      | 1     |
| 5       | Hongria       | 0  | 0     | 1      | 1     |
| Total   | Total         | 2  | 2     | 2      | 6     |